# Monika Schnyder
Monika Schnyder (* 15. Mai 1945 in Zürich) ist eine Schweizer Journalistin und Lyrikerin.

## Leben und Werk
Monika Schnyder besuchte an der Schule für Gestaltung in Zürich einen Vorkurs. Anschliessend zog sie 1983 in die Ostschweiz um, wo sie von da an als freie Journalistin tätig ist. Unter anderem schreibt sie für den Tages-Anzeiger und das Tages-Anzeiger-Magazin. Monika Schnyder unternahm viele Reisen, vor allem in den Orient. So verbrachte sie 2007 auch einen Schreibaufenthalt im Atelier San Gallo in Rom. Weiterhin nahm sie an einer Lesung des Goethe-Institutes Kairo beim Mutanabbi-Festival teil und verbrachte 2000 ein halbes Jahr bei einem Schreibaufenthalt in Kairo-Shabramant. Sie lebt seit 2000 in St. Gallen, wo sie auch als freiberufliche Sprachlehrerin tätig ist. Sie ist Mitglied beim Autorenverband AdS.

## Auszeichnungen
- 2014 nominiert für den Lyrikpreis Meran
- 2012 Zürcher Lyrikpreis
- 2003 Werkbeitrag des Kantons St. Gallen
- 1993 Werkbeitrag des Kantons St. Gallen

## Einzelpublikationen
- Tramontana. Gedichte. Caracol Verlag der Autorinnen und Autoren, Warth, 2025, ISBN 978-3-907296-38-7.
- Drift. Gedichte. Caracol Verlag der Autorinnen und Autoren, Warth, 2022, ISBN 978-3-907296-15-8.
- Auch Götter haben Gärten. Gedichte. DIE REIHE, Band 55, Wolfbach Verlag, Zürich, 2019, ISBN 978-3-906929-21-7
- Tethys .Lyrik. Wolfbach Verlag, Zürich, 2015, ISBN 978-3-905910-64- 3
- Blattzungen. Ausgewählte Gedichte. Isele, Eggingen 2011, ISBN 978-3-86142-518-2.
- Swing-by = Leuchtziffergrün. Gedichte. Sabon, St. Gallen 2006, ISBN 3-907928-61-X.
- Schnurrend im goldenen Licht. Gedichte deutsch/arabisch. Sabon, St. Gallen 2002, ISBN 3-907928-35-0.
- Hamâda. Sabon, St. Gallen 1999, ISBN 3-907928-20-2.
- mit Hans Knuchel: Baumbuch. Tanner + Staehelin, Zürich 1984, ISBN 3-85931-120-4.